# Wagad FC
Wagad Football Club w skrócie Wagad FC – somalijski klub piłkarski, grający niegdyś w pierwszej lidze somalijskiej, mający siedzibę  w mieście Mogadiszu.

## Sukcesy
- I liga[1]
  - mistrzostwo (4): 1982, 1985, 1987, 1988.

## Występy w afrykańskich pucharach
| Sezon | Rozgrywki       | Runda   | Kraj     | Klub              | Dom | Wyjazd | Dwumecz |
| ----- | --------------- | ------- | -------- | ----------------- | --- | ------ | ------- |
| 1983  | Puchar Mistrzów | 1       | Tanzania | Pan African SC    | 1–2 | 0–0    | 1–2     |
| 1986  | Puchar Mistrzów | wstępna | Rwanda   | Panthères Noires  | 1–2 | 0–3    | 1–5     |
| 1986  | Puchar Mistrzów | wstępna | Rwanda   | Panthères Noires  | 1–0 | 2–2    | 3–2     |
| 1986  | Puchar Mistrzów | 1       | Sudan    | Al-Hilal Omdurman | 1–1 | 0–6    | 1–7     |

## Stadion
Domowe mecze klub rozgrywa na stadionie o nazwie Banadir Stadium w Mogadiszu, który może pomieścić 10000 widzów.